# Tuberostylis
Tuberostylis, rod glavočika iz podtribusa Critoniinae, dio tribusa Eupatorieae. Dvije vrste od Paname preko Kolumbije do Ekvadora

## Opis
Ovaj rod uključuje 2 zeljaste ili grmolike, epifitske vrste koje se nalaze duž pacifičke obale od Paname do Kolumbije i Ekvadora. Rod se razlikuje po kortikalnim, bezpapusnim cipselama i mesnatom habitusu.

## Vrste
1. Tuberostylis axillaris S.F.Blake
2. Tuberostylis rhizophorae Steetz

## Sinonimi
Nema.